# Juvigny les Vallées
Juvigny les Vallées est une commune française située dans le département de la Manche en région Normandie, peuplée de 1 678 habitants.
Elle est créée le 1er janvier 2017 par la fusion de sept communes issues de l'ancien canton de Juvigny-le-Tertre, sous le régime juridique des communes nouvelles. Les communes de La Bazoge, Bellefontaine, Chasseguey, Chérencé-le-Roussel, Juvigny-le-Tertre, Le Mesnil-Rainfray, Le Mesnil-Tôve deviennent des communes déléguées.

## Géographie

### Hydrographie
La commune est située dans le bassin Seine-Normandie. Elle est drainée par la Sée, l'Argonce, la Douenne, la Gueuche, la Bouanne, le ruisseau de la Gesberdiere, le ruisseau de Pierre Zure, des bras de la Soufficière, un bras de Sée Blanche, le bras la Sée Blanche, le Cançon, le cours d'eau 01 de la commune de Brouains, le cours d'eau 01 de la commune de Juvigny le Tertre, le cours d'eau 01 de la commune du Mesnil-Adelée, le cours d'eau 01 de la commune du Mesnil-Gilbert, le cours d'eau 01 de la Douénelière, le cours d'eau 01 de la Joptière, le cours d'eau 01 de la Piconray, le cours d'eau 01 du Moulin de Chasseguey, le cours d'eau 02 de la Hubercière, le cours d'eau 02 de la Paturlière, le cours d'eau 02 de l'Asselinais, le cours d'eau 03 de la commune de Mesnil-Tove, le cours d'eau 04 de la commune de Cherence le Roussel, le cours d'eau 04 de la commune de Mesnil Tove, le cours d'eau 04 du Chesnay, le cours d'eau 05 de la commune de Mesnil Tove, le cours d'eau 06 de la commune de Mesnil Tove, le fossé 01 de la commune de Chérence-le-Roussel, le fossé 01 de la commune de Saint-Clément-Rancoudray, le fossé 01 du Challenge, le fossé 01 du Grand Chatellier, le fossé 01 du Moulin de Juvigny, le fossé 01 du Val Aumont, le fossé 02 de la commune du Mesnil-Adelée, le fossé 02 de la commune du Mesnil-Tove, le fossé 02 de la Gouvrière, le fossé 02 des Roches, le fossé 03 de la commune de Mesnil-Adelee, le fossé 05 de Villeneuve, le fossé 06 de la Fontaine, le ruisseau de la Soufficiere, le ruisseau de la Soufficière et divers autres petits cours d'eau,.
La Sée, d'une longueur de 79 km, prend sa source dans la commune de Sourdeval et se jette  dans le golfe de Saint-Malo en limite du Val-Saint-Père et de Vains, après avoir traversé 20 communes. Les caractéristiques hydrologiques de la Sée sont données par la station hydrologique située sur la commune. Le débit moyen mensuel est de 1,57 m3/s. Le débit moyen journalier maximum est de 12,8 m3/s, atteint lors de la crue du 22 janvier 2018. Le débit instantané maximal est quant à lui de 17,4 m3/s, atteint le 24 octobre 1998.
L'Argonce, d'une longueur de 16 km, prend sa source dans la commune  et se jette  dans la Sélune à Grandparigny, après avoir traversé trois communes. 
La Douenne, d'une longueur de 14 km, prend sa source dans la commune de Reffuveille et se jette  dans la Sélune à Saint-Hilaire-du-Harcouët, après avoir traversé cinq communes. 
La Gueuche, d'une longueur de 13 km, prend sa source dans la commune de Romagny Fontenay et se jette  dans la Sélune à Grandparigny, après avoir traversé trois communes. 

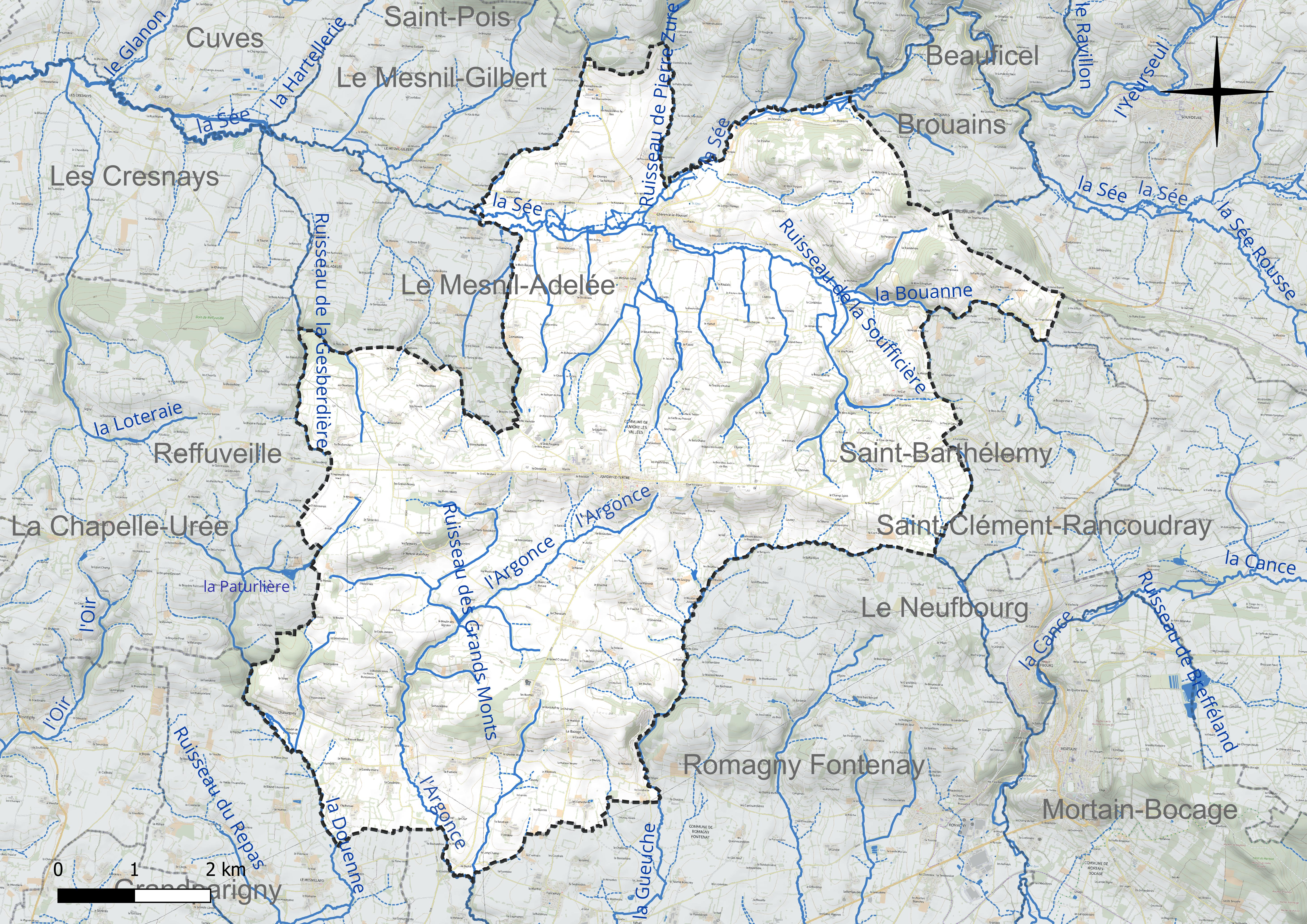
Réseau hydrographique de Juvigny les Vallées.

### Climat
Pour des articles plus généraux, voir Climat de la Normandie et Climat de la Manche.
En 2010, le climat de la commune est de type climat océanique franc, selon une étude du CNRS s'appuyant sur une série de données couvrant la période 1971-2000. En 2020, Météo-France publie une typologie des climats de la France métropolitaine dans laquelle la commune est exposée à un climat océanique et est dans la région climatique « Normandie (Cotentin, Orne) » et « Bretagne orientale et méridionale, Pays nantais, Vendée »0. Parallèlement le GIEC normand, un groupe régional d’experts sur le climat, différencie quant à lui, dans une étude de 2020, trois grands types de climats pour la région Normandie, nuancés à une échelle plus fine par les facteurs géographiques locaux. La commune est, selon ce zonage, exposée à un « climat contrasté des collines », correspondant au Bocage normand, bien arrosé, voire très arrosé sur les reliefs les plus exposés au flux d’ouest, et frais en raison de l’altitude.
Pour la période 1971-2000, la température annuelle moyenne est de 10,1 °C, avec une amplitude thermique annuelle de 13,3 °C. Le cumul annuel moyen de précipitations est de 1 202 mm, avec 15,7 jours de précipitations en janvier et 10,3 jours en juillet. Pour la période 1991-2020, la température moyenne annuelle observée sur la station météorologique la plus proche, située sur la commune de Saint-Hilaire-du-Harcouët à 12 km à vol d'oiseau, est de 11,5 °C et le cumul annuel moyen de précipitations est de 929,5 mm,. Pour l'avenir, les paramètres climatiques de la commune estimés pour 2050 selon différents scénarios d’émission de gaz à effet de serre sont consultables sur un site dédié publié par Météo-France en novembre 2022.

## Urbanisme

### Typologie
Au 1er janvier 2024, Juvigny les Vallées est catégorisée commune rurale à habitat très dispersé, selon la nouvelle grille communale de densité à sept niveaux définie par l'Insee en 2022.
Elle est située hors unité urbaine et hors attraction des villes,.

## Toponymie
Le nom étend la dénomination de Juvigny, toponyme officiel de Juvigny-le-Tertre avant 1962, à son environnement avec le préfixe Vallées désignant les vallées de la Sée et de l'Argonce, affluent de la Sélune. La graphie de l'arrêté préfectoral (sans trait d'union) est confirmée par le code officiel géographique.

## Histoire

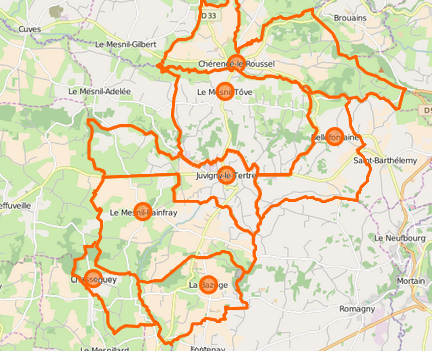
Les sept communes déléguées.

Concluant un projet initié en 2015, les conseils municipaux de sept communes votent en juin 2016 la fusion sous le régime juridique des communes nouvelles instauré par la loi no 2010-1563 du 16 décembre 2010 de réforme des collectivités territoriales.. Les sept communes deviennent des communes déléguées et Juvigny est le chef-lieu de la commune nouvelle.

## Politique et administration
En attendant les élections municipales de 2020, le conseil municipal élisant le maire est composé des conseillers des sept anciennes communes.
| Période        | Période  | Identité      | Étiquette | Qualité                                    |
| -------------- | -------- | ------------- | --------- | ------------------------------------------ |
| 4 janvier 2017 | En cours | Xavier Tassel | SE        | ingénieur commercial 3e adjoint de Juvigny |

## Démographie
L'évolution du nombre d'habitants est connue à travers les recensements de la population effectués dans la commune depuis sa création.
En 2022, la commune comptait 1 678 habitants, en évolution de −1,81 % par rapport à 2016 (Manche : −0,31 %, France hors Mayotte : +2,11 %).
| 2015  | 2020  | 2022  |
| ----- | ----- | ----- |
| 1 708 | 1 683 | 1 678 |

| Nom                       | Code Insee | Intercommunalité | Superficie (km2) | Population (dernière pop. légale) | Densité (hab./km2) |
| ------------------------- | ---------- | ---------------- | ---------------- | --------------------------------- | ------------------ |
| Juvigny-le-Tertre (siège) | 50260      | CC du Val de Sée | 7,50             | 605 (2022)                        | 81                 |
| La Bazoge                 | 50037      | CC du Val de Sée | 5,80             | 141 (2022)                        | 24                 |
| Bellefontaine             | 50043      | CC du Val de Sée | 6,73             | 139 (2022)                        | 21                 |
| Chasseguey                | 50125      | CC du Val de Sée | 3,06             | 81 (2022)                         | 26                 |
| Chérencé-le-Roussel       | 50131      | CC du Val de Sée | 10,95            | 274 (2022)                        | 25                 |
| Le Mesnil-Rainfray        | 50318      | CC du Val de Sée | 11,47            | 210 (2022)                        | 18                 |
| Le Mesnil-Tôve            | 50323      | CC du Val de Sée | 11,74            | 228 (2022)                        | 19                 |

## Culture locale et patrimoine

### Lieux et monuments

#### Patrimoine religieux
- Église Notre-Dame de Juvigny du XIXe siècle très endommagé par les bombardements. avec un vitrail représentant saint Berthevin avec la châsse du saint.*
- Église Saint-Martin de La Bazoge du XVIIIe siècle abritant un retable et une poutre de gloire du XVIIIe classés à titre d'objets aux Monuments historiques[61].
- Église Saint-Martin de Bellefontaine du XVIIe siècle.
- Église Saint-Jean-Baptiste de Chasseguey, du XVIe siècle. Elle abrite une dalle funéraire du XVe siècle classée à titre d'objet aux Monuments historiques[62].
- Église Notre-Dame-de-l'Assomption de Chérencé-le-Roussel (XVIIIe siècle).
- Église Saint-Martin du Mesnil-Rainfray : vitrail du XVIe, autels latéraux du XVIIIe.
- Église Saint-Jean-Baptiste du Mesnil-Tôve (1958). Elle abrite une Vierge à l'Enfant du XIVe siècle et une statue de saint Jean-Baptiste du XVe classées à titre d'objets aux Monuments historiques[63].

#### Patrimoine civil
- Ferme-manoir du Logis XVIIIe siècle
- Logis de La Bazoge.
- Le Village enchanté : parc de loisirs, auberge.
- Château du XVIIIe siècle.

## Pour approfondir

## Sport
La commune de Juvigny les Vallées possède un club de rugby à XIII : l'Association sportive et culturelle du Tertre
Elle est d'ailleurs l'unique commune de Normandie où ce sport est pratiqué en 2020.